# 7396 Brusin
7396 Brusin (1986 EQ2) là một tiểu hành tinh vành đai chính được phát hiện ngày 4 tháng 3 năm 1986 bởi W. Ferreri ở Đài thiên văn Nam Âu.